# Galtara pulverata
Galtara pulverata är en fjärilsart som beskrevs av George Francis Hampson 1900. Galtara pulverata ingår i släktet Galtara och familjen björnspinnare. Inga underarter finns listade i Catalogue of Life.